# Uomo lupo nella cinematografia

L'uomo lupo (1941)

L'Uomo lupo è un personaggio immaginario protagonista di una famosa serie di film di genere horror prodotta dalla Universal negli anni trenta e quaranta. Nei decenni successivi il personaggio è stato protagonista di molti altri lungometraggi cinematografici prodotti anche da altre case di produzione. Insieme a Dracula e al mostro di Frankenstein, il personaggio è entrato nell'immaginario collettivo legando la sua caratterizzazione alla cinematografia di genere del XX secolo. Il film omonimo del 1941 è diventato una pietre miliari del cinema horror, capostipite e fonte di ispirazione di una lunga serie di film.

## Storia
Già nel 1913 venne prodotto The Werewolf, un cortometraggio muto diretto da Henry MacRae, prodotto dalla Bison Film Company e distribuito dalla Universal, considerato il primo film con i licantropi e che si ritiene sia andato perduto a seguito di in un incendio nel 1924; in questo film una strega ha la capacità di trasformarsi in un lupo. 
Negli anni trenta, la Universal Pictures, dopo il successo dei film su Dracula e Frankenstein, decise di produrre un altro con un licantropo ma, diversamente dagli altri personaggi, non esistevano romanzi di successo ai quali ispirarsi e quindi gli autori dovettero idearsi da soli trama e caratterizzazioni. Venne quindi realizzato, nel 1935, Il segreto del Tibet, ma non si rivelò un successo; anni dopo il compito di riprovarci venne affidato allo sceneggiatore Curt Siodmak, un ebreo fuggito dalla Germania nazista, il quale ideò una trama ricca di riferimenti all'ebraismo allontanandosi dalle tradizionali leggende folcloristiche sui licantropi e arrivando a ideare un canone che sarà alla base delle storie successive sui licantropi (ad esempio il fatto che si diviene licantropi se morsi da un uomo lupo e che si può uccidere uno di queste creature solo con proiettili o bastoni d'argento e che la trasformazione in licantropo avviene durante il plenilunio). Su questa nuova sceneggiatura venne quindi prodotto nel 1941 L'uomo lupo, diretto da George Waggner, che raggiunse un successo notevole e si pensò quindi di realizzarne un seguito; il fatto che il personaggio fosse stato fatto morire alla fine del film sembrava però teoricamente impedirlo ma, nonostante ciò, si decise di fare finta di nulla realizzando quindi nel 1943 Frankenstein contro l'uomo lupo, che fu anche il primo film di una serie nella quale comparivano personaggi che erano stati protagonisti di film diversi. Complessivamente vennero prodotti cinque film col personaggio dell'uomo lupo completando l'epoca d'oro del cinema horror della Universal e che darà il via a una serie di imitazioni nei decenni successivi.
Negli anni 2010 venne ipotizzato dalla Universal la possibilità di produrre un remake della serie di film con i mostri classici, noto come Dark Universe, e quindi anche con l'Uomo lupo.

## Filmografia

### Anni dieci
- The Werewolf, regia di Henry MacRae (1913)

### Anni venti
- Wolf Blood, regia di George Chesebro e Bruce Mitchell (1925)

### Anni trenta
- Il segreto del Tibet (Werewolf of London), regia di Stuart Walker (1935)
- The Face at the Window, regia di George King (1939)

### Anni quaranta

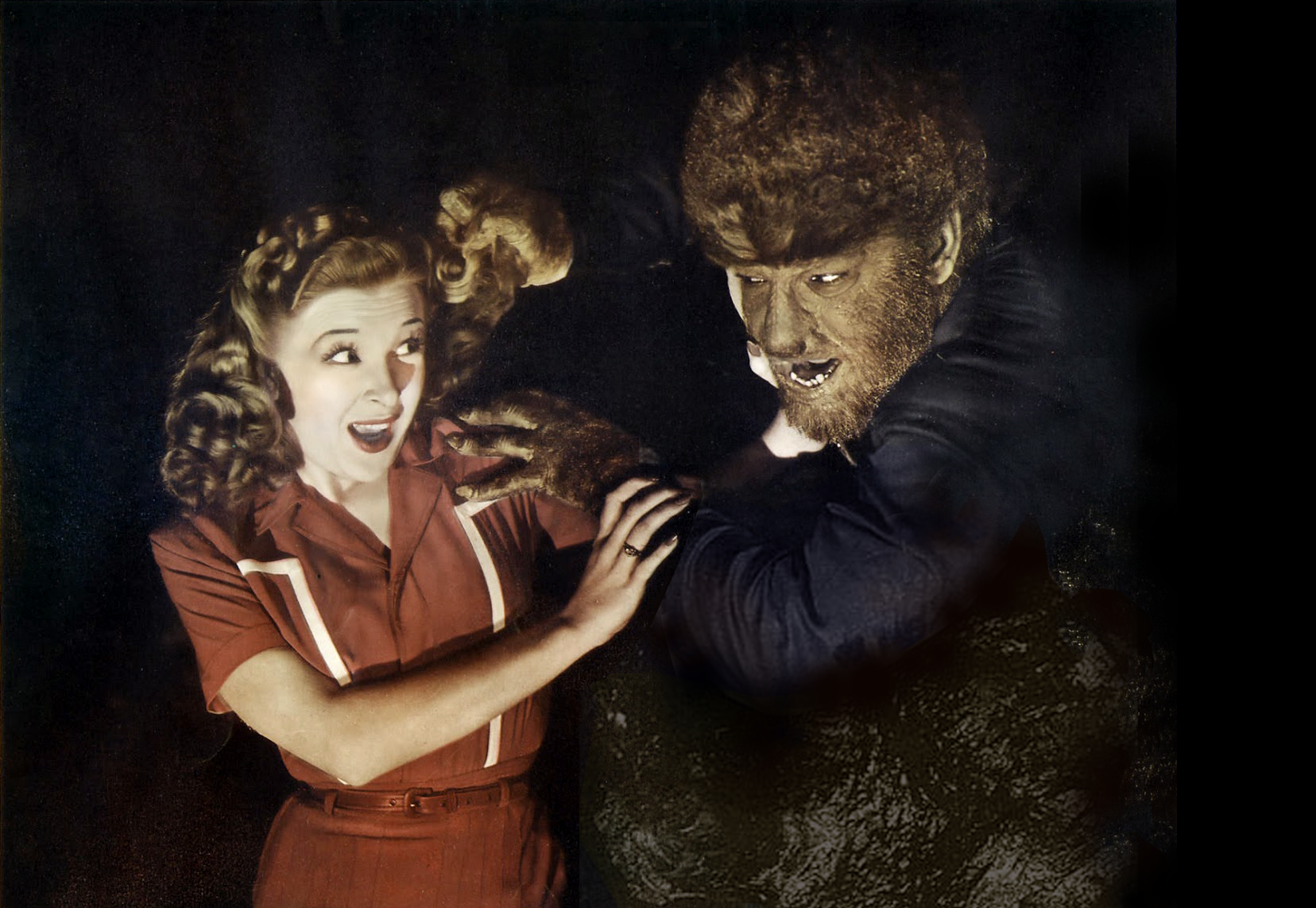
L'uomo lupo, 1941.

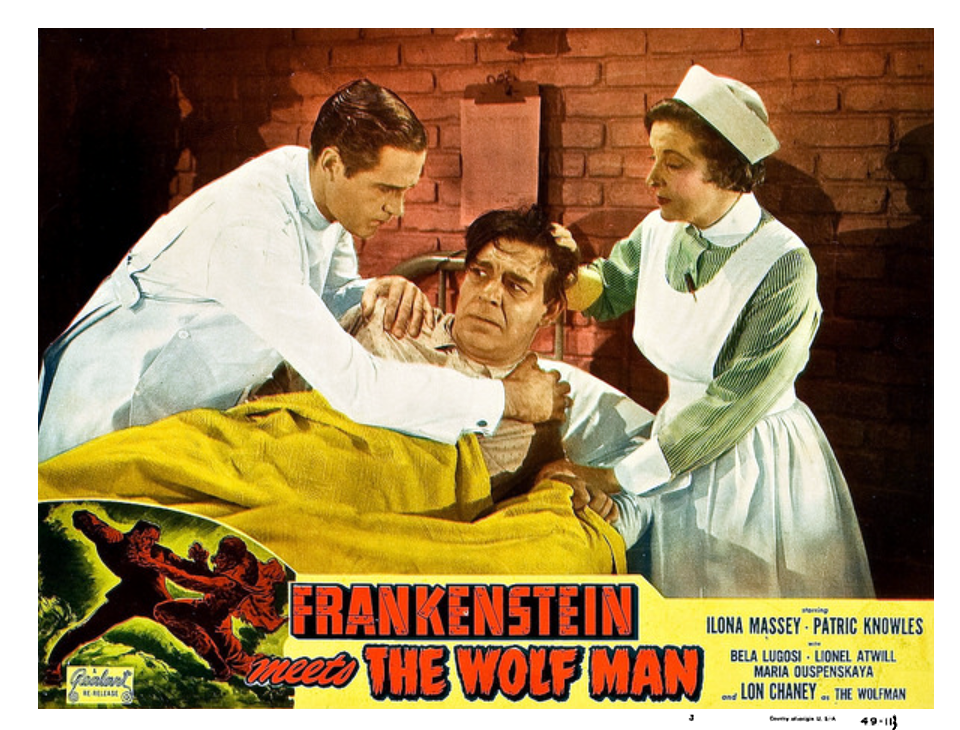
Frankenstein contro l'uomo lupo (1943)

- L'uomo lupo (The Wolf Man), regia di George Waggner (1941)
- Mostro pazzo (The Mad Monster), regia di Sam Newfield (1942)
- The Undying Monster, regia di John Brahm (1942)
- Cry of the Werewolf, (noto anche come Daughter of the Werewolf), regia di Henry Levin (1944)
- Frankenstein contro l'uomo lupo (Frankenstein Meets the Wolf Man), regia di Roy William Neill (1943)
- Il ritorno del vampiro (The Return of the Vampire), regia di Lew Landers (1944)
- Al di là del mistero (House of Frankenstein), regia di Erle C. Kenton (1944)
- La casa degli orrori (House of Dracula), regia di Erle C. Kenton (1945)
- La donna lupo di Londra (She-Wolf of London), regia di Jean Yarbrough (1946)
- Il cervello di Frankenstein (Abbott & Costello Meet Frankenstein), regia di Charles Barton (1948)

### Anni cinquanta

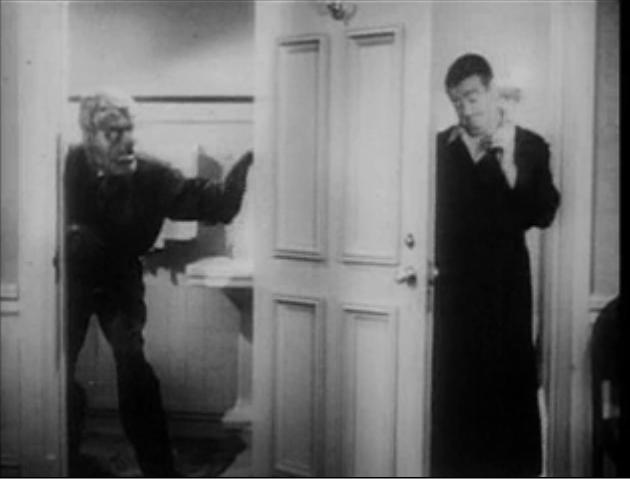
Il cervello di Frankenstein (1948)

- Il mostro della California (The Werewolf), regia di Fred F. Sears (1956)
- I Was a Teenage Werewolf, regia di Gene Fowler Jr. (1957)
- La figlia del dr. Jekyll (Daughter of Dr. Jekyll), regia di Edgar G. Ulmer (1957)
- El castillo de los monstruos, regia di Julian Soler (1958)

### Anni sessanta
- L'implacabile condanna (The Curse of the Werewolf), regia di Terence Fisher (1961)
- Lycanthropus, regia di Paolo Heusch (1961)
- Le cinque chiavi del terrore (Dr. Terror's House of Horrors), regia di Freddie Francis (1965)
- Face of the Screaming Werewolf, regia di Gilberto Martínez Solares, Rafael Portillo e Jerry Warren (1965)
- La Loba (Los Horrores del Bosque Negro), regia di Rafael Baledón (1965)
- Blood of Dracula's Castle, regia di Al Adamson (1967)
- Mad Monster Party?, regia di Jules Bass (1967)
- Le Notti di Satana (La Marca del Hombre Lobo), regia di Enrique López Eguiluz (1968)
- Las Noches del Hombre Lobo, regia di René Govar (1968)
- Operazione terrore (Los Monstruos del Terror), regia di Tulio Demicheli, Hugo Fregonese ed Eberhard Meichsner (1969)

### Anni settanta
- Santo y Blue Demon contra los monstruos, regia di Gilberto Martínez Solares (1970)
- La Furia del Hombre Lobo, regia di José María Zabalza (1970)
- El Bosque del Lobo, regia di Pedro Olea (1971)
- Dr. Jekyll y el Hombre Lobo, regia di León Klimovsky (1971)
- La notte dei demoni (Werewolves on Wheels), regia di Michel Levesque (1971)
- La Noche de Walpurgis, regia di León Klimovsky (1971)
- Beast of the Yellow Night, regia di Eddie Romero (1971)
- L'invasione degli ultratopi (The Rats Are Coming! The Werewolves Are Here!), regia di Andy Milligan (1972)
- Mad Mad Mad Monsters, regia di Jules Bass e Arthur Rankin Jr. (1972)
- Moon of the Wolf, regia di Daniel Petrie (1972)
- The Werewolf of Washington, regia di Milton Moses Ginsberg (1973)
- Mai con la luna piena (The Boy Who Cried Werewolf), regia di Nathan H. Juran (1973)
- The Beast Must Die, regia di Paul Annett (1974)
- The Werewolf of Woodstock, regia di John Moffitt (1975)
- Legend of the Werewolf, regia di Freddie Francis (1975)
- Il licantropo e lo yeti (La Maldicion de la Bestia), regia di Miguel Iglesias Bonns (1975)
- La lupa mannara, regia di Rino Di Silvestro (1976)
- Wolfman, regia di Worth Keeter (1979)

### Anni ottanta
- El Retorno del Hombre Lobo, regia di Jacinto Molina (1980)
- L'ululato (The Howling), regia di Joe Dante (1981)
- Un lupo mannaro americano a Londra (An American Werewolf in London), regia di John Landis (1981)
- Wolfen, la belva immortale (Wolfen), regia di Michael Wadleigh (1981)
- Full Moon High, regia di Larry Cohen (1981)
- La Bestia y la Espada Magica, regia di Jacinto Molina (1983)
- In compagnia dei lupi (The Company of Wolves), regia di Neil Jordan (1984)
- Monster dog - Il signore dei cani, regia di Claudio Fragasso (1984)
- Unico indizio la luna piena (Silver Bullet), regia di Daniel Attias (1985)
- Voglia di vincere (Teen Wolf), regia di Rod Daniel (1985)
- Una notte in Transilvania (Transylvania 6-5000), regia di Rudy De Luca (1985)
- Howling II - L'ululato (Howling II: Your Sister Is a Werewolf), regia di Philippe Mora (1986)
- Howling III, regia di Philippe Mora (1987)
- Voglia di vincere 2 (Teen Wolf Too), regia di Christopher Leitch (1987)
- Scuola di mostri (The Monster Squad), regia di Fred Dekker (1987)
- Howling IV (Howling IV - The Original Nightmare), regia di John Hough (1988)
- Howling V - La rinascita (Howling V - The Rebirth), regia di Neal Sundstrom (1989)

### Anni novanta
- Mostriciattoli (Howling VI: The Freaks), regia di Hope Perello (1991)
- Full Eclipse, regia di Anthony Hickox (1993)
- Wolf - La belva è fuori (Wolf), regia di Mike Nichols (1994)
- Project Metalbeast, regia di Alessandro De Gaetano (1995)
- Bad Moon - Luna mortale (Bad Moon) regia di Eric Red (1996)
- Licántropo regia di Francisco Rodríguez Gordillo (1996)
- Un lupo mannaro americano a Parigi (An American Werewolf in Paris), regia di Anthony Waller (1997)
- The Creeps, regia di Charles Band (1997)
- The Werewolf Reborn!, regia di Jeff Burr (1998)
- Lycanthrope, regia di Bob Cook (1999)

### Anni 2000
- Frankenstein & the Werewolf Reborn, regia di Jeff Burr e David DeCoteau (2000)
- Alvin Superstar incontra l'Uomo Lupo (Alvin and the Chipmunks Meet the Wolfman), regia di Kathi Castillo (2000)
- Licantropia Evolution, regia di John Fawcett (2000)
- Wolfhound, regia di Donovan Kelly e Jim Wynorski (2002)
- Dog Soldiers, regia di Neil Marshall (2002)
- Wolves of Wall Street, regia di David DeCoteau (2002)
- Underworld, regia di Len Wiseman (2003)
- Licantropia (Ginger Snaps Back: The Beginning), regia di Grant Harvey (2004)
- Licantropia Apocalypse (Ginger Snaps 2: Unleashed), regia di Brett Sullivan (2004)
- I delitti della luna piena (Romasanta), regia di Paco Plaza (2004)
- Van Helsing, regia di Stephen Sommers (2004)
- Tomb of the Werewolf, regia di Fred Olen Ray (2004)
- I fratelli Grimm e l'incantevole strega (The Brothers Grimm), regia di Terry Gilliam (2005)
- Cursed - Il maleficio (Cursed), regia di Wes Craven (2005)
- Wild Country, regia di Craig Strachan (2005)[senza fonte]
- Big Bad Wolf, regia di Lance W. Dreesen (2006)
- Skinwalkers - La notte della luna rossa (Skinwalkers), regia di James Isaac (2006)
- The Feeding, regia di Paul Moore (2006)
- La vendetta di Halloween, regia di Michael Dougherty (2007)
- L'ora del licantropo, regia di Brenton Spencer (2008)
- Dark Moon Rising, regia di Chris Weitz (2009)
- The Twilight Saga: New Moon, regia di Chris Weitz (2009)
- Wolvesbayne, regia di Griff Furst (2009)

### Anni 2010
- Wolfman (The Wolfman), regia di Joe Johnston (2010)
- HeartCatch Pretty Cure! - Un lupo mannaro a Parigi, regia di Rie Matsumoto (2010)
- Il ragazzo che gridava al lupo... Mannaro (The Boy Who Cried Werewolf), regia di Eric Bress (2010)
- The Twilight Saga: Eclipse, regia di David Slade (2010)
- Succhiami (Breaking Wind), di Craig Moss (2011)
- The Howling: Reborn - Il risveglio dei licantropi (The Howling: Reborn), regia di Joe Nimziki (2011)
- Cappuccetto rosso sangue (Red Riding Hood), regia di Catherine Hardwicke (2011)
- Dark Shadows, regia di Tim Burton (2012)
- Werewolf - La bestia è tornata (Werewolf: The Beast Among Us), regia di Louis Morneau (2012)
- La metamorfosi del male (Wer), regia di William Brent Bell (2013)
- Werewolf Rising, regia di BC Furtney (2014)
- Wolves, regia di David Hayter (2014)
- Late Phases - Night of the Wolf, regia di Adrián García Bogliano (2014)
- WolfCop, regia di Lowell Dean (2014)
- Howl, regia di Paul Hyett (2015)
- Female Werewolf, regia di Chris Alexander (2015)
- Scherzi della natura (Freaks of Nature), regia di Robbie Pickering (2015)[senza fonte]
- Monster Family, regia di Holger Tappe (2017)
- Werewolves of the Third Reich, regia di Andrew Jones (2017)

### Anni 2020
- Wolfkin (Kommunioun), regia di Jacques Molitor (2022)